# Sem Dresden
Sem Dresden (Amsterdam, 20 aprile 1881 – L'Aia, 31 luglio 1957) è stato un compositore olandese.

## Biografia

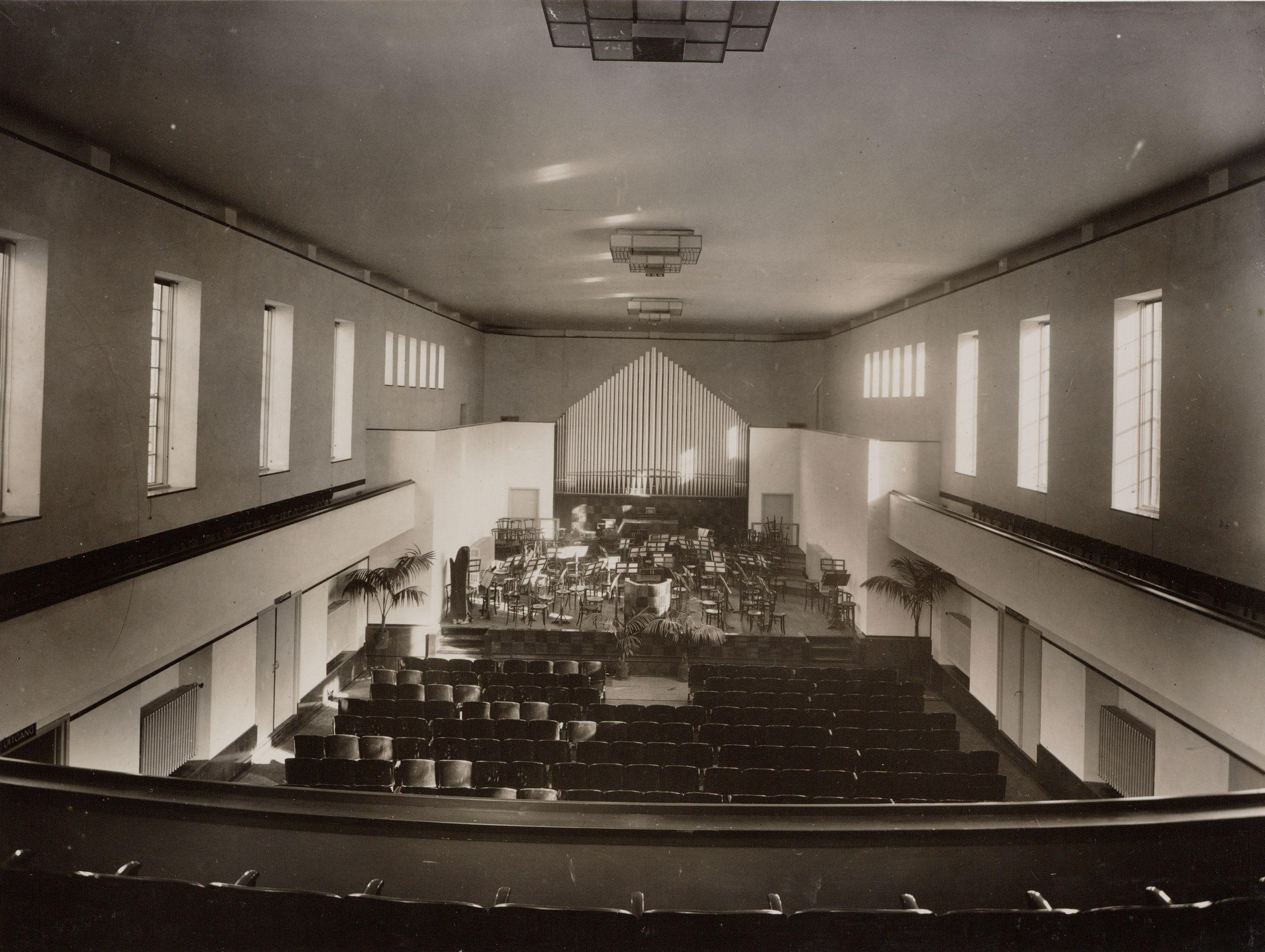
La vecchia sala concerti del Conservatorio di Amsterdam nel 1931

Da giovane effettuò studi di teoria musicale sotto la guida di Fred Roeske, composizione con Bernard Zweers e con Hans Pfitzner al Conservatorio di Berlino.
Dopo il suo ritorno in Olanda, è stato fino al 1914 direttore di coro a Laren, Amsterdam e Tiel. Fu durante questo periodo che sposò Jacoba Dhont, con la quale ebbe due figli. 
Dal 1915 tenne conferenze su argomenti musicali, sia nei Paesi Bassi che in Belgio. Nel 1918, con Daniel Ruyneman e Henri Zagwijn, fondò la Society of Modern Dutch Composers.
Dal 1919 ha insegnato composizione e contrappunto al Conservatorio di Amsterdam, divenendone, cinque anni dopo, il direttore.
Poi fino al 1926 ha diretto il Madrigal Society, che lo ha reso famoso per la musica rinascimentale, barocca e musica corale contemporanea, ed in seguito, dal 1928 al 1940, condusse il grande coro da camera a Haarlem.
Dal 1937 al 1941 e dal 1945 al 1949, è stato direttore del Conservatorio Reale de L'Aia,
Tra i suoi allievi si annoverano i compositori Leo Smit, Willem van Otterloo, Jan Mul, Cor de Groot e il direttore d'orchestra Eduard van Beinum. 
Dopo essersi ritirato dall'insegnamento nel 1949, si dedicò completamente alla composizione e molte delle sue opere più famose furono composte in questa fase della sua vita. 
Dresden collaborò anche con numerosi giornali, tra i quali il De Telegraaf (1918-1927), e scrisse due libri sulla musica moderna. 
Poco prima della sua morte si convertì al cattolicesimo romano.
Ha composto musica da camera (Sonate per violino e pianoforte, Sestetti, Trio, Sonate per violoncello e pianoforte), musica per pianoforte, sinfonica, liriche da camera.

## Opere
- Sonata per violino e piano, (Amsterdam con Carl Flesch), (1905);
- Sestetto per archi e pianoforte (giugno 1911, Amsterdam);
- Tre Sestetti per strumenti a fiato e pianoforte (1912, 1914, Amsterdam);
- Trio per due oboe e corno inglese (1912, Amsterdam);
- Duo per due pianoforti (31 gennaio 1914, Amsterdam, Sisters Roll);
- Suites per Piano e Violino, No. 1-3, (1911–20);
- Theme e Variations, orchestra, (1913);
- Sonata per violoncello e piano, (gennaio 14, 1918, Arnhem, Thomas Canivez e compositore);
- Sonata per flauto ed arpa (6 novembre 1918, L'Aia, Rosa Spier e Klasen);
- Wachterlied, coro non accompagnato (27 agosto 1919, Amsterdam, Madrigaalvereenigung);
- Chorus Tragicus, (1927);
- Concerto per Violino No. 1, (1936);
- Symphonietta, clarinetto e orchestra, (1938),
- O Kerstnacht, (1939);
- Concerto per Oboe, (1939);
- Concerto per Violino No. 2, (1942);
- Concerto per Piano,  (1942);
- Assumpta est Maria, (1943);
- Sonata per solo Violino, (1943);
- Suite per solo Violoncello, (1943–47);
- Chorus symphonicus, (1943-56);
- Toto, operetta, (1945);
- Gelukkig is het le, (Felice è il Le di Bertus Aafjes), (1948);
- Concerto per Flauto, (1949);
- Hor ai dolor, piano, (1950);
- Salmo 94, (1950);
- Beatus vir, coro maschile, (1951);
- Dansflitsen, suite per orchestra, (1951);
- Concerto per Organo, (1952-53);
- Den aap en de katte, (La scimmia e il gatto di Joost van den Vondel), per orchestra e coro maschile, (1953);
- Saint Antoine, oratorio, (1953);
- 3 Vocalizzi, (1954);
- Salmo 84, (1954);
- Carnavals Cantate, per coro maschile e orchestra, (1954–55);
- Symfonie concertante, (1956);
- Rembret's Saul e David, per soprano e orchestra, (1956);
- François Villon, opera, orch. Jan Mul, (1956–57).